# Nothoceros aenigmaticus
Nothoceros aenigmaticus là một loài rêu trong họ Anthocerotaceae. Loài này được R.M. Schust. J. C. Villarreal & K. D. McFarland mô tả khoa học đầu tiên năm 2010.